# 南湖街道 (沭阳县)
南湖街道是中华人民共和国江苏省宿迁市沭阳县下辖的一个街道办事处。
2013年7月16日，江苏省人民政府批复同意撤销沭城镇，以原沭城镇五里、叶庄、新南、前巷、湾河、刘洪、项荡7个居委会区域设立南湖街道办事处，并将良种场划归南湖街道办事处管辖，街道办事处驻学院路20号。

## 行政区划
南湖街道下辖以下村级行政区划单位：
前巷社区、湾河社区、叶庄社区、五里社区、新南社区、刘洪社区和项荡社区。